# Hotel Otlet
Het Hotel Otlet is een art-nouveau-gebouw in Brussel, ontworpen door architect Octave Van Rysselberghe binnen het kader van de wedstrijd Henry Van de Velde voor binnenhuisdecoratie (houtwerk, glas-in-lood...).

## Ligging
Het Hotel Otlet is gelegen te Brussel, op de hoek van de Livornostraat (nr. 48) en de Florencestraat (nr. 13) in dezelfde straat waar Van Rysselberghe zijn privéwoning heeft laten bouwen, in een wijk die talrijke meesterwerken van de Brusselse art nouveau herbergt, zoals het Hotel Solvay, het Hotel Tassel, het Hotel Hankar.

## Geschiedenis
Het Hotel Otlet werd gebouwd tussen 1894 en 1898 voor de ondernemer en documentalist Paul Otlet.
Het herenhuis werd in 1984 geklasseerd als monument en gerestaureerd tussen 2001-2003. Momenteel biedt het huis onderkomen aan het advocatenkantoor van advocaat en schrijver Alain Berenboom, tevens specialist in auteursrechten.